# Catherine Spencer

a Compétitions nationales et continentales officielles uniquement.

b Matchs officiels uniquement.
Dernière mise à jour le 9 mai 2023.
Catherine Spencer est une joueuse anglaise de rugby à XV, née le 25 mai 1979, de 1,79 m pour 90 kg, occupant le poste de troisième ligne centre (no 8) à Bristol.

## Biographie
Catherine Spencer obtient 63 sélections avec l'équipe d'Angleterre entre 2004 et 2011. Elle est la capitaine de sa sélection lors de la Coupe du monde 2010.

## Palmarès
- 63 sélections en Équipe d'Angleterre féminine de rugby à XV
- Participations au Tournoi des Six Nations féminin